# La guerra de Miguel
La guerra de Miguel (anglès: Miguel's War) és una pel·lícula documental, dirigida per Eliane Raheb i estrenada el 2021. Coproducció de companyies d'Alemanya, Líban i Espanya, la pel·lícula és un retrat de Michel Jleilaty, un homosexual del Líban que ha viscut a Espanya d'adult sota el nom assumit de Miguel Alonso, mentre repassa els traumes infantils que el van fer escapar de la seva pàtria. S'ha subtitulat al català.
La pel·lícula es va estrenar al programa Panorama del 71è Festival Internacional de Cinema de Berlín, on va guanyar el premi Teddy al millor llargmetratge de temàtica LGBTQ, i va ocupar el segon lloc al Premi del Públic Panorama.